# رونالد هنري لامبرت ديزني
رونالد هنري لامبرت ديزني (بالإنجليزية: Ronald Henry Lambert Disney)‏  (و. 1938 – م) هو عالم حشرات من المملكة المتحدة .